# George and Beatovens
George and Beatovens je česká beatová a později rocková skupina vzniklá v 60. letech, spojená hlavně se jménem Petra Nováka. Kapela od svého založení několikrát zanikla a byla znovu obnovena, a účinkovala i pod zkráceným označením G+B nebo G & B. Dnes v ní působí například Karel Kahovec a Viktor Sodoma.

## Historie
Skupinu v roce 1963 založili Petr Novák (doprovodná kytara), Michal Burian (sólová kytara), Karel Sluka (baskytara) a Jiří Jirásek (bicí), původně pod fanouškovským názvem „Beatles“. Takové jméno ovšem nebylo pro seriózní vystupování použitelné, takže kapelu záhy přejmenovali podle přezdívky bubeníka Jiřího Jiráska na George and Beatovens. 
Zpěvák Petr Novák společně s kamarádem textařem Ivem Plickou napsal a se skupinou nahrál první písně, které amatérsky natočili na magnetofonový pásek a donesli je do rozhlasu pro pořad Jiřího Černého zvaný Dvanáct na houpačce. S písní Já budu chodit po špičkách zaznamenali obrovský úspěch, a když v roce 1965 odešli Burian a Sluka na vojnu, přestoupil Novák do skupiny Flamengo, čímž se profesionalizoval. Jirásek odešel ke skupině Donald a kapela George and Beatovens na čas zanikla.
K obnovení kapely došlo v srpnu 1967, přičemž se kromě Nováka a Jiráska zcela změnila sestava, nyní postavená na základech skupiny Donald – na kytaru hrál nejprve Jaroslav Bednář, kterého nahradil v roce 1968 kytarista Zdeněk Juračka. Na varhany hrál Miroslav Helcl a na baskytaru Jiří Čížek. Na krátkou dobu se ke skupině přidal jako zpěvák i Vladimír Mišík, což ovšem bylo jen na turné po Finsku na podzim roku 1968, kde Mišík zaskakoval za Zdeňka Juračku. Po návratu z Finska odešel varhaník Miroslav Helcl, kterého nahradil Jan Farmer Obermayer z původní sestavy skupiny Matadors, a na místo Juračky a Mišíka nastoupil nejprve jako kytarista Luboš Andršt, kterého vystřídal Miroslav Dudáček. Jako poslední přišel do kapely saxofonista a hráč na flétnu Petr Bezpalec, který se v kapele mihl v rozmezí let 1970–1971.
Skupina znovu zanikla v roce 1972 po natočení několika SP a tří LP desek (Kolotoč svět, 1970; Modlitba za lásku, 1970 a Ve jménu lásky, 1971), a Petr Novák vystupoval nejprve jako zpěvák v divadle Semafor, později též sólově nebo jako estrádní zpěvák se sestrami Dostálovými. V druhé polovině 70. let s Novákem nahrávala Skupina Bohuslava Jandy, ze které vznikl později základ nově obnovených George and Beatovens.
Ty obnovil Petr Novák znovu v roce 1979, ovšem vystupovala a nahrávala pod zkráceným názvem G+B nebo G & B. Stala se však hlavně doprovodnou skupinou Petra Nováka, i když se v ní vystřídala řada velmi výrazných hudebníků – např. baskytarista Oldřich Wajsar, bubeníci Ivan Pelíšek, Martin Rychta nebo Hubert Täuber, klávesista Ladislav Klein, později kytaristé Stanislav Staněk, Adolf Seidl či baskytarista Karel Novák. Po roce 1990 byla skupina nakrátko obnovená v původní sestavě z konce 60. let, od roku 1993 společně s Novákem zpíval též Karel Kahovec. Ten také převzal roli hlavního zpěváka skupiny po Novákově smrti v roce 1997.
Od roku 2024 vedle kapelníka Karla Nováka a Karla Kahovce v kapele působí dlouholetý bubeník Petr Eichler a nově kytarista Viktor Levitus.

## Diskografie

### SP
- "Pokoj č. 26"/"Lež bláznivého básníka" – 1968 (Panton 04 0129)
- "I Must Go From You"/"Be My Daughter" (2. čs. beat-festival 68) – 1969 (Panton 03 0205)
- "Toreador se nesmí bát"/"Řekni proč pláčeš" – 1969 (Panton 04 0130)
- "Stůj"/"Dívky z perel" – 1969 (Panton 04 0203)
- "Den štěstí"/"Když padají skály" – 1969 (Panton 04 0204)
- "Zlá chvíle"/"Uteč dřív, než přijdu k vám" – 1969 (Panton 04 0206)
- "Bezhlavý rytíř"/"Jdi dál" – 1969 (Panton 04 0249)
- "Be My Daughter"/"Why Do You Leave Me" – 1969 (Sonet)
- "Dětský oči"/"Já" – 1970 (Panton 04 0205)
- "Esther"/"Kde ticho umírá" – 1970 (Panton 04 0267)
- "Ostrov dětských snů"/"V říši pohádek" – 1970 (Panton 04 0287)
- "Mořský racek"/"Vyrušen ze spaní" – 1970 (Panton 04 0288)
- "Noční bouře"/"Happy end" – 1970 (Panton 04 0289)
- "Jarní den"/"Zahrada za domem" – 1971 (Panton 04 0336)
- "Jak čerstvý sníh"/"Já se vrátím" – 1971 (Panton 04 0343)
- "Krásná dívka"/"Nejstarší automobil" – 1971 (Panton 44 0397)
- "Klaunova zpověď"/"Dětské oči" – 1980 (Panton 8143 0047) – jako G+B
- "Holka s bílou halenou"/"Stárnoucí snílek" – 1980 (Panton 8143 0089) – jako G+B
- "Život můj šel dál"/"Sladké trápení" – 1981 (Panton 8143 0116) – jako G+B
- "Mládě"/"Když se stmívá" – 1982 (Panton 8143 0158) – jako G+B
- "Dej mi čas"/"Málo jsem tě znal" – 1983 (Panton 8143 0175) – jako G+B
- "Ahoj, čtrnáctiletá"/"Taxikář" – 1983 (Panton 8143 0201) – jako G+B
- "Chci tě mít"/"Svítíš" – 1985 (Panton 8143 0257) – jako G+B
- "Jak mi sbohem dát"/"Svět a nesvět" – 1987 (Panton 81 0333-7311)) – jako G+B

### EP
- "Klaunova zpověď"/"Vracím se z flámu"/"Špinavý ráj chudých"/"Jsem tak líný" – 1968 (Panton 03 0111)
- "Dívenka z duhy"/"Náš dům"/"Madlén"/"Kytara" – 1973 (Panton)
- "Říkáš mi sbohem"/"Láskou máš žít"/"Když máš z lásky závrať"/"Když tě láska opustí" – 1979 (Panton)

### LP, CD
- 1970 – Kolotoč svět
- 1970 – Modlitba za lásku
- 1971 – Ve jménu lásky
- 1975 – Kráska a zvíře
- 1980 – Co je to láska (Planeta snů) – jako G&B
- 1982 – Sladké trápení – jako G&B
- 1983 – Ahoj, tvůj Petr – jako G&B
- 1984 – The Greatest Hits – jako G&B
- 1985 – Zpověď – jako G&B
- 1986 – 12 nej – jako G&B
- 1990 – Memento – jako G&B
- 1992 – Petr Novák Live
- 1996 – Dávné sliby
- 1996 – Rub a líc
- 1996 – Náhrobní kámen
- 1999 – Síň slávy
- 2007 – Svět a nesvět 1966–1997
- 2010 – Petr Novák: Komplet 1967–1997